# Syndrom grupowego myślenia
Syndrom grupowego myślenia (ang. groupthink) – termin w psychologii społecznej oznaczający uleganie ograniczającej sugestii i naciskowi grupy, której jest się członkiem. 
W wyniku narzuconej autocenzury członkowie grupy podlegającej temu zjawisku zubażają dobrowolnie swoje zdolności intelektualne. Myślenie grupowe prowadzi w skrajnym stadium do zupełnej utraty przez grupę poczucia rzeczywistości, przecenianie własnej siły i możliwości działania. Syndrom ten oznacza również izolację grupy od otoczenia i zamknięcie się grupy we własnym świecie. 
Termin ten został zaproponowany przez amerykańskiego psychologa Irvinga Janisa w 1972.

## Na czym polega syndrom grupowego myślenia
Regułą jest, że nagromadzenie wiedzy i doświadczenia zmniejsza częstość pomyłek i prowadzi do możliwie najlepszego rozwiązania problemu. Przy założeniu, że każdy z uczestników wnosi twórczy wkład osobisty, skutkiem myślenia grupy powinny być trzeźwa, wielostronna ocena sytuacji oraz podjęcie właściwej decyzji. To dlatego powszechnie się uważa, że myślenie zespołowe zapewnia lepsze wyniki, niż myślenie samodzielne.
Okazuje się jednak, że w sytuacjach, kiedy poszczególnym uczestnikom zależy na lojalności wobec grupy i minimalizacji konfliktów, inteligencja grupy wcale nie przewyższa inteligencji jej poszczególnych członków, że decyzje rozmaitych komitetów czy komisji są wyjątkowo nietrafne i byłoby lepiej, gdyby były one podejmowane przez pojedyncze osoby. Zespół bowiem ulega złudzeniu co do swojej nieomylności i wyższości intelektualnej, przy czym złudzenie to jest tym silniejsze, im wyższy jest status społeczny każdego z uczestników, im wyższym dyplomem może się on legitymować i im większy jest poziom wewnętrznej spójności grupy. Istnieje wiele czynników, które powodują, że grupa podejmuje często gorsze jakościowo decyzje o większym poziomie ryzyka. Czynniki te składają się na tzw. syndrom grupowego myślenia.
Według Irvinga Janisa syndrom ten charakteryzuje się następującymi objawami:
- iluzja nieomylności i pewności siebie,
- lekceważenie niepomyślnych informacji,
- wiara we własną etykę zawodową, nieuwzględnianie etycznych i moralnych aspektów decyzji,
- lekceważące traktowanie wyników i osób spoza zespołu,
- wywieranie nacisku dla wymuszenia konformizmu,
- samocenzurowanie się (aby uniknąć powtarzających się negatywnych reakcji grupy, krytyczni jej członkowie decydują się w końcu milczeć),
- iluzja jednomyślności (milczenie jest traktowane jako wyraz zgody),
- filtrowanie informacji, tzn. członkowie grupy starają się nie dopuścić informacji sprzecznych ze zdaniem grupy.

Myślenie grupowe prowadzi do podejmowania błędnych decyzji i kryzysów, gdyż umożliwia grupie widzenie i słyszenie tylko tego, co chce. Informacje niezgodne z poglądami grupy są ignorowane, zwłaszcza jeśli pochodzą z zewnątrz. Grupa nie poszukuje i nie bierze pod uwagę nowych możliwości, co prowadzi do nieuzasadnionego optymizmu i samozadowolenia, a w następstwie do kryzysu.
Badania nad syndromem grupowego myślenia przeprowadził Irving Janis. Punktem wyjścia tych badań było spostrzeżenie, że niejednokrotnie grupy kierownicze podejmują głupie, lekceważące zasady moralne, pochopne czy wręcz szkodliwe dla realizacji zadań decyzje. Większość swoich spostrzeżeń poczynił Janis na grupie decyzji politycznych. Każda z tych decyzji była wypracowana w toku serii spotkań małej liczby członków, doradców rządu, którzy stanowili wspólną grupę.
Janis przeanalizował dokładnie kilka wielkich niepowodzeń amerykańskiej polityki zagranicznej:
- klęska podczas ataku Japończyków na Pearl Harbor,
- inwazja w Zatoce Świń,
- wojna wietnamska.

W toku swoich badań Janis interesował się głównie procesem dochodzenia grupy do podjęcia decyzji, które wprowadzone w życie okazywały się tak tragiczne w skutkach. Według Janisa, aby skutecznie funkcjonować, grupa zmuszona jest ciągle pobierać i odpowiednio weryfikować uzyskane informacje. Proces ten może ulegać defektom prowadzącym do błędnych decyzji.
Do wyróżnionych defektów zaliczył on:
1. ograniczenie dyskusji do rozważania zaledwie paru działań bez analizowania pełnej gamy alternatyw,
2. unikanie przez grupę powtórnego analizowania tego sposobu działania, który już na początku był preferowany,
3. zlekceważenie przez członków grupy tych sposobów działania, które początkowo zostały ocenione jako niezadowalające przez większość grupy,
4. korzystanie przez grupę w małym stopniu z możliwości uzyskania informacji od ekspertów, którzy mogliby oszacować zyski i straty,
5. wykazywanie przez grupę selektywnej tendencyjności w sposobie reagowania na informacje zależnie od tego, czy są one w zgodzie z wcześniej podjętymi decyzjami czy nie.

Ponadto wszelkie błędne decyzje w procesie grupowym mogą wynikać jeszcze z indywidualnych własności członków grup. Mogą być również efektem struktur organizacyjnych w jakich się to przetwarzanie informacji odbywa.
Warunki do powstania syndromu grupowego myślenia związane są z psychologiczną sytuacją członków grupy, którzy podejmują istotne decyzje i występują często w warunkach braku dostatecznej ilości informacji wyjściowych, trudności w przewidywaniu skutków decyzji oraz podleganie silnym stresom wynikającym z wagi podejmowanych decyzji. W takich warunkach często jedynym punktem odniesienia dającym poczucie komfortu psychicznego dla członków grupy staje się ona sama. 
Na tę sytuację nakłada się często wewnętrzna dynamika grupy, która zależy od dwóch czynników:
1. Pierwszy związany jest ze spójnością grupy określoną jako pozytywne wartościowanie grupy przez jej członków oraz ich motywacje do silnego poczucia przynależności do tej grupy. Spójność ta poza pozytywnym wpływem ma również negatywny wpływ, obniżający często efektywność działań. Spójność grupy wyraźnie wzrasta w obliczu zagrożenia. Członkowie grupy zwykle szanują siebie wzajemnie i cenią, czego ubocznym efektem jest dążenie do spójności i blokowanie sprzeciwu. Konformizm grupy rośnie.
2. Drugi z czynników związany jest z wykształceniem się mechanizmów wyzwalających konformizm wobec norm grupowych (poczucie zagrożenia, poczucie odpowiedzialności za podjętą decyzję itp.)

Podsumowując, można powiedzieć, że myślenie grupowe prowadzi do spadku psychicznej efektywności, realizmu osądu moralnego, spowodowanych wewnętrznymi i zewnętrznymi naciskami.

## Objawy "grupowego myślenia"
Na syndrom ten składa się dziewięć różnych objawów:
1. Iluzja wszechmocy czy niezwyciężoności, podzielana przez większość lub wszystkich członków grupy, stwarzająca optymistyczne przekonania o sukcesie. Tego typu przeświadczenie może zneutralizować lęk wynikający z poczucia osobistej nieadekwatności wobec zadań bądź niewiarę w możliwości znalezienia właściwego rozwiązania w czasie kryzysu. Psychologiczną funkcją tego objawu jest wzmocnienie poczucia pewności siebie członków grupy i likwidacja lęku.
2. Kolektywne wysiłki zmierzające do obronnej racjonalizacji działania w celu pomijania ostrzeżeń, mogących doprowadzić do powtórnego rozpatrywania wątpliwości. Psychologiczna funkcja tego objawu to obrona grupy przed niepewnością, która mogłaby osłabić działanie w przyjętym kierunku i zachwiać wiarę w słuszność podejmowanych decyzji.
3. Wiara członków grupy we wrodzoną wyższość moralną własnej grupy skłaniająca do ignorowania etycznych i moralnych konsekwencji swoich decyzji. "Nasze cele są dobre i słuszne" – to przekonanie umożliwia członkom grupy unikanie poczucia winy i wstydu wobec decyzji, które mogą pogwałcić własne zasady moralne.
4. Stereotypowe wizerunki przywódców wroga jako zbyt złych na to, aby wchodzić z nimi w jakikolwiek układ, bądź jako zbyt słabych, aby ich traktować jako równorzędnych partnerów. Tego rodzaju stereotypy dehumanizują wroga i likwidują poczucie winy przez usankcjonowanie amoralnych działań, jakie przeciwko nim podjęto. Ponadto obraźliwa charakterystyka wroga umożliwia przeistoczenie agresji pojawiającej się wewnątrz grupy na zewnątrz.
5. Bezpośredni nacisk na każdego członka grupy, który przedstawia silne argumenty przeciwko któremuś z grupowych stereotypów. W rezultacie każda z osób w grupie znajduje się pod naciskiem zalecenia, aby nie przeciwstawiać się grupowym stereotypom, gdyż grozi to odrzuceniem takiej osoby z grupy.
6. Autocenzura odstępstw od oczywistego grupowego uzgodnienia prowadząca do wewnętrznego negowania ważności własnych wątpliwości. Rozwój tego typu autocenzury wyzwala blokadę procesów oceny i weryfikacji, co sprzyja podporządkowaniu się wnioskom niezgodnym z założoną koncepcją.
7. Wspólna iluzja jednomyślności. Iluzja ta skutkuje tendencją do poszukiwania zgodności, której to tendencji podporządkowane zostaną wszelkie poczynania grupy
8. Wyłonienie z grupy członków stających się swego rodzaju "stróżami poprawnego myślenia". Ich zadaniem jest ochrona grupy przed dopływem niepomyślnych informacji, które mogłyby zniszczyć podzielane przez członków grupy samozadowolenie płynące z przekonania o własnej efektywności i moralności grupowych decyzji. Brak tych informacji pozwala na niedostrzeganie defektów w ich "wypieszczonej koncepcji" i unikania konieczności zapoczątkowania bolesnych przewartościowań.
9. Skłonność do komunikowania tylko tych informacji, które są przez grupę podzielane.

Kiedy w grupie decydentów pojawią się wszystkie lub większość z tych symptomów, wówczas członkowie wykonują zadania nieefektywnie i prawdopodobnie nie osiągną założonych celów. Janis twierdził, że im więcej pozornej uprzejmości w grupie, tym większe niebezpieczeństwo, że niezależne myślenie będzie wypierane przez myślenie grupowe, prowadząc do zdehumanizowania i irracjonalizowania działań skierowanych przeciwko grupie przeciwników. Tego rodzaju uprzejmość jest często niczym innym jak rodzajem skutecznego nacisku na jednostki, które muszą uczestniczyć w tym "spektaklu wzajemnej adoracji", aby nie zostać, wraz ze swoim kontrowersyjnymi poglądami, odrzucone przez grupę.

## Czynniki zwiększające prawdopodobieństwo pojawienia się syndromu GM
1. Grupa podejmuje decyzję brzemienną w skutki.
2. Trafność decyzji lub jej błędność będzie ważyć na prestiżu każdego z jej członków.
3. Członkowie grupy posiadają wysokie kwalifikacje, cenią i szanują siebie wzajemnie
4. Grupa jest położona wysoko w hierarchii społecznej. Nie ma nikogo wyżej w hierarchii, kto mógłby sprawować funkcję nadrzędną lub sprawdzającą.
5. Grupa ma dostęp do szczególnych informacji, niedostępnych ogółowi (np. informacje tajne).
6. Grupa pracuje w sytuacji ograniczonego czasu i pod dużą presją na wypracowanie odpowiedniego rozwiązania.

## Zapobieganie "grupowemu myśleniu"
Janis sformułował kilka zaleceń, których przestrzeganie chroni przed skutkami ubocznymi grupowego myślenia.
1. Lider grupy (lub osoba dominująca) powinien każdemu z członków grupy wyznaczyć rolę wymagającą krytycznej oceny proponowanych rozwiązań. Lider musi demonstrować, iż możliwe jest, by członkowie grupy wyrażając swe wątpliwości byli w stanie wpłynąć na jego własne sądy i przekonania. Ponadto grupa powinna mieć rozsądnego przewodniczącego, posiadającego talent mediatora, co umożliwiałoby unikanie kłótni i znajdowania wyjścia w momencie, gdy rozmowa utkwi w martwym punkcie.
2. Przywódcy w hierarchii organizacji powinni być bezstronni, nie zaś stwarzać określone preferencje i oczekiwania na samym początku. Wymaga to od lidera ograniczenia swoich podsumowań do pozbawionych tendencyjności stwierdzeń oraz unikania propozycji, które sam chciałby zastosować. Daje to możliwość członkom grupy zaczerpnięcia informacji i rozpatrywania szerokiego zakresu alternatyw.
3. Organizacja powinna rutynowo wprowadzać w życie praktykę powołania kilku niezależnych grup podejmujących decyzję i oceniających się nawzajem. Każda z nich powinna pracować z innym liderem. Aby zminimalizować postawę typu "zrobi to kolega", należy określić zakres odpowiedzialności każdej z grup.
4. W czasie, kiedy poddaje się badaniom możliwość zrealizowania alternatyw, grupa decydentów od czasu do czasu powinna się dzielić na spotykające się oddzielnie podgrupy, które wypracowują odpowiednie rozwiązania osobno, a następnie łączyć się znowu dla sprecyzowania odmienności swoich punktów widzenia.
5. Każdy członek grupy decydentów powinien okresowo dyskutować wypracowane przez grupę rozwiązania z zaufanymi współpracownikami spoza grupy, a następnie relacjonować ich reakcje grupie, opisując obiektywnie pozytywne i negatywne reakcje na to, co się aktualnie w grupie decyduje.
6. Grupa powinna posiadać i wysłuchiwać opinii jednego lub więcej ekspertów bądź wykwalifikowanych współpracowników, dobrze zorientowanych w temacie, lecz niestanowiących członków grupy. Eksperci powinni być wysłuchiwani, zanim grupa osiągnie jednomyślność; należy ich zachęcać do otwartego wyrażania wszystkich swoich wątpliwości.
7. Jeżeli polityczne rozważania prowadzą do konfrontacji z rywalizującym narodem, to sporo czasu należy poświęcić przyjrzeniu się wszystkim sygnałom ostrzegawczym pochodzącym od rywali.
8. Na każdym spotkaniu grupy przynajmniej jednemu z członków grupy powinno przypisać się rolę "adwokata diabła", którego zadaniem jest "szukanie dziury w całym", czyli wyszukiwanie i zgłaszanie wszelkich możliwych wątpliwości. Lider musi zadbać o to, by wszyscy świadomie poddali się szczegółowej analizie "adwokata diabła". Rola adwokata diabła powinna być przechodnia aby jeden z członków grupy nie został zakwalifikowany jako "dziwak".
9. Przed podjęciem ostatecznej decyzji, po wykrystalizowaniu się ostatecznej formy kompromisu, grupa powinna odbyć "spotkanie ostatniej szansy", na którym od każdego wymagałoby się wyrażenia w sposób jasny swoich wątpliwości i wtórnych przemyśleń.
10. Powinien być opracowywany plan alternatywny (plan B).

Zdaniem Janisa przyjęcie takich reguł postępowania w grupie powinno być normą przy podejmowaniu wszelkich istotnych decyzji politycznych i społecznych. Daje to jaką taką gwarancję, że grupa podejmie odpowiednią i rozważną decyzję nie podyktowaną grupowym zaślepieniem.

## Krytyka
Syndrom grupowego myślenia zrobił dużą karierę w psychologii społecznej. Jednak posiada niewielkie osadzenie w systematycznych badaniach naukowych, został sformułowany na podstawie obserwacji kilku spektakularnych, błędnych decyzji podejmowanych przez grupy wybitnych specjalistów (klęska w Zatoce Świń, decyzja ZSRR o agresji na Afganistan itp.)
Dotychczasowe badania pozwalają z dużym prawdopodobieństwem powiedzieć, że kluczową rolę w pojawieniu się syndromu odgrywa poczucie zagrożenia samooceny (lub uzależnienia samooceny od prawidłowej decyzji) wraz z dużą spójnością grupy.